# Romano Cataletto
Romano Cataletto (Trieste, 23 aprile 1929) è un ex hockeista su pista italiano.

## Carriera

### Club
Cataletto disputerà ben 11 stagioni con la maglia della Triestina vincendo tre scudetti.

### Nazionale
Con la maglia azzurra parteciperà a cinque edizioni dei mondiali (dal 1951 al 1955) diventando campione del mondo nel 1953 a Ginevra.

## Palmarès

### Giocatore

#### Club
- Campionato italiano: 3

Triestina: 1952, 1954, 1955

### Nazionale
- Campionato mondiale: 1

Ginevra 1953

## Riconoscimenti
- Cavaliere della Repubblica Italiana[2]